# بليتزار

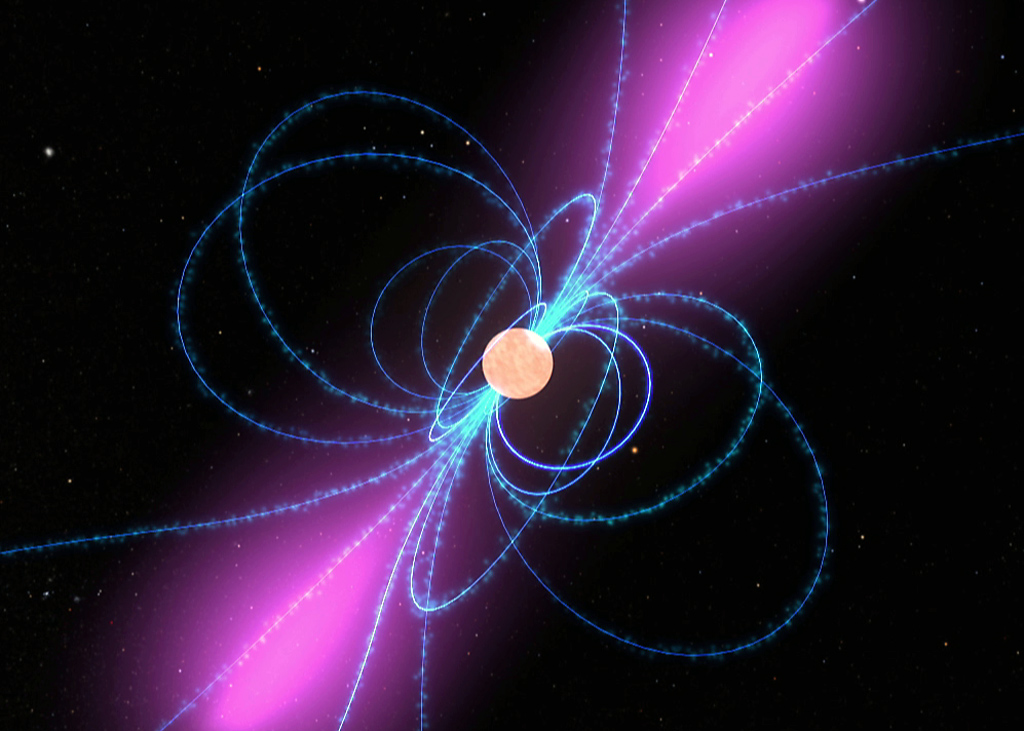

البليتزارات هي نوع افتراضي من اللأجرام الفلكية (نجوم مغزلية نابضة) تنهار بسرعة إلى ثقب أسود. وضع هذا الافتراض لشرح التدفقات الراديوية السريعة. اقترحت الفكرة في عام 2013 من قبل هينو فالك ولوتشيانو ريزولا .

## نظرة عامة
ويعتقد أن البليتزار يبدأ من نجم نيوتروني لة كتلة من شأنها أن تتسبب في انهياره إلى ثقب أسود إذا لم يكن يدور بسرعة. وبدلا من ذلك، يدور النجم النيوتروني بسرعة كافية بحيث تمنع قوة الطرد المركزي الانهيار من الحدوث. هذا يجعل النجم النيوتروني نموذجي ولكن نباض هالك.
على مدى بضعة ملايين من السنين، مجال النباض المغناطيسي القوي يشع الطاقة بعيدا ويبطئ الدوران. وفي نهاية المطاف قوة الطرد المركزي تضعف لن تعد قادرة على وقف النجم النباض من تحوله إلى ثقب أسود. وفي هذه اللحظة من تشكل البليتزار، جزء من مجال النباض المغناطيسي خارج الثقب الأسود يقطع فجأة من مصدرة المتلاشي. وتتحول هذه الطاقة المغناطيسية على الفور إلى انفجار طاقة راديوية واسعة الطيف. اعتبارا من 20 يناير 2015، اكتشفت سبعة أحداث راديوية  قد تمثل انهيارات محتملة ؛ومن المتوقع أن تحدث هذة الانهيارات كل 10 ثوان داخل الكون المرصود.
إذا كانت البليتزارات موجودة بالفعل، فإنها قد توفر طريقة جديدة لمراقبة تفاصيل تشكل الثقب الأسود.